# Becky Albertalli

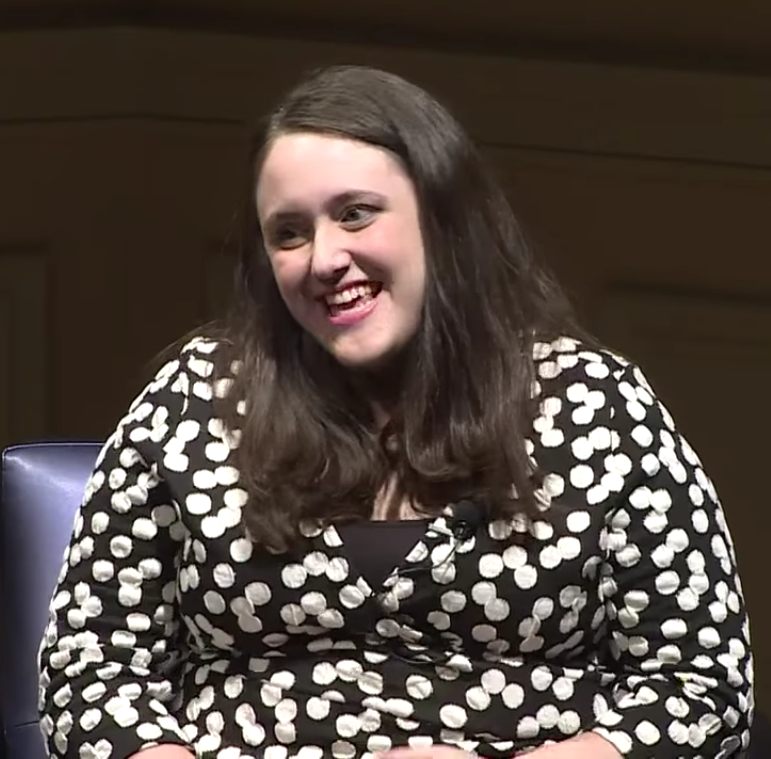
Becky Albertalli, 2018

Becky Albertalli (* 17. November 1982 in Atlanta, Georgia) ist eine US-amerikanische Jugendbuchautorin.

## Leben und Werk
Becky Albertalli, geborene Goldstein, wuchs in den Vororten von Atlanta in einer liberaljüdischen Familie auf. Sie besuchte ein College in Connecticut, später studierte sie an der George Washington University in Washington, D.C. und an der University of St Andrews in Schottland. Sie erwarb einen Doktorgrad für Klinische Psychologie. Anschließend arbeitete sie einige Jahre als Psychologin, wobei sie sich auf die Arbeit mit Kindern und Jugendlichen spezialisierte. Nach der Geburt ihres ersten Kindes im Jahr 2012 verließ sie diesen Beruf und wandte sich dem Schreiben zu. Sie lebt mit ihrem Ehemann Brian und zwei Söhnen in Atlanta.
Gleich mit ihrem Debütroman Nur drei Worte (englischer Originaltitel: Simon vs. the Homo Sapiens Agenda) über das Coming-out eines schwulen Teenagers landete Albertalli einen Bestseller. Sie gewann hierfür den William C. Morris Award der American Library Association für das beste Romandebüt im Bereich Jugendliteratur im Jahr 2015, außerdem 2017 den Deutschen Jugendliteraturpreis der Jugendjury. Im Jahr 2018 erschien die Verfilmung des Romans unter dem Titel Love, Simon in den Kinos.
Seitdem veröffentlichte Albertalli mit The Upside of Unrequited und Ein Happy End ist erst der Anfang zwei weitere Romane, die ebenfalls Teenager im Zentrum der Handlung haben und im selben Buchuniversum wie ihr Erstling spielen. Als Einflüsse auf ihre Bücher bezeichnete sie unter anderem die Teenagerfilme von John Hughes und die australische Schriftstellerin Jaclyn Moriarty.

## Bibliografie
- Nur drei Worte. Übersetzt von Ingo Herzke. Carlsen Verlag, Hamburg 2016, ISBN 978-3-551-55609-7 – auch unter dem Titel: Love, Simon, ISBN 978-3-551-31752-0. (engl. Originaltitel: Simon vs. the Homo Sapiens Agenda. 2015.)
- The Upside of Unrequited (2017)
- Ein Happy End ist erst der Anfang. Übersetzt von Ingo Herzke. Carlsen Verlag, Hamburg 2019, ISBN 978-3551583994 (engl. Originaltitel: Leah on the Offbeat. 2018.)
- Was ist mit uns?, zusammen mit Adam Silvera. Übersetzt von Hanna Christine Fliedner, Christel Kröning, Hamburg 2019, ISBN 978-3-03880-030-9 (engl. Originaltitel: What If It’s Us, 2018)
- Yes No Maybe So (2019), zusammen mit Aisha Saeed
- Love, Creekwood (2020)
- Kate in Waiting: Liebe ist (nicht) nur Theater. Übersetzt von Hannah Brosch und Kristina Koblischke. Knaur Verlag, München 2021, ISBN 978-3426527962 (engl. Originaltitel: Kate in Waiting, 2021)
- Auf das mit uns, zusammen mit Adam Silvera. Übersetzt von Hanna Christine Fliedner, Christel Kröning, Hamburg 2022, ISBN 978-3-0388-006-13 (engl. Originaltitel: Here’s to Us, 2021)
- Imogen, Obviously. Übersetzt von Bianca Dyck, ONE 2024, ISBN 978-3846602201